# Bocos de Duero
Bocos de Duero är en kommun i Spanien.   Den ligger i provinsen Provincia de Valladolid och regionen Kastilien och Leon, i den centrala delen av landet, 140 km norr om huvudstaden Madrid.